# 트로이 핀들리
트로이 핀들리(Troy Findley, 1964년 7월 11일 ~ )는 미국의 정치인이다.

## 학력
- 캔자스 대학교 일반 학사

## 경력
- 1995.01 ~ 2003.01 제69·70·71·72·73대 캔자스주 제46선거구 하원의원
- 2005.07 ~ 2009.05 캔자스 주지사 비서실장
- 2009.05 ~ 2011.01 제48대 캔자스 부지사

## 역대 선거 결과
| 선거명      | 직책명                       | 대수 | 정당   | 득표율  | 득표수  | 결과 | 당락               |
| ----------- | ---------------------------- | ---- | ------ | ------- | ------- | ---- | ------------------ |
| 1994년 선거 | 하원의원 (캔자스 제46선거구) | 69대 | 민주당 | 49.27%  | 3,065표 | 1위  | 캔자스 주의원 당선 |
| 1996년 선거 | 하원의원 (캔자스 제46선거구) | 70대 | 민주당 | 99.26%  | 7,207표 | 1위  | 캔자스 주의원 당선 |
| 1998년 선거 | 하원의원 (캔자스 제46선거구) | 71대 | 민주당 | 100.00% | 4,045표 | 1위  | 캔자스 주의원 당선 |
| 2000년 선거 | 하원의원 (캔자스 제46선거구) | 72대 | 민주당 | 70.54%  | 5,819표 | 1위  | 캔자스 주의원 당선 |
| 2002년 선거 | 하원의원 (캔자스 제46선거구) | 73대 | 민주당 | 100.00% | 5,216표 | 1위  | 캔자스 주의원 당선 |